# Hug N' Bugs
«Hug N' Bugs» es el primer episodio de la serie de televisión de animación para adultos estadounidense Bless the Harts. Fue dirigido por Pete Michels, escrito por Erin Wagoner, y se emitió en Fox el 29 de septiembre de 2019.

## Argumento
Norma le dice a Jenny que la factura del agua vence en 3 días. Mientras Jenny revisa las facturas, su madre Betty le dice que entre a ver un «me-me». Jenny la corrige y le dice que es un meme, cuando le cuestiona la factura del almacén que vio antes. Betty le dice a Jenny que tiene un almacén allí, y Jenny la amenaza con quitarlo porque le van a cortar el agua de la casa. Pero Betty dice que Jenny no puede hacer nada sin la llave.
La hija de Jenny, Violet tiene una habitación llena de las cosas de la familia mientras Wayne, el novio de Jenny, entra y hace un desorden, ya que la lavandería estaba rota en su casa. Mientras espera, observa el dibujo de Violet y le pregunta qué simbolizan los dibujos. Wayne se muestra como un tocón de árbol. Pensando en su cabeza, se propone ser una mejor figura paterna para Violet. Ve una imagen de un edificio de los dibujos de Violet, que según ésta se llama Fort Indigo.
Jenny encuentra la llave mientras revisa algunas cosas y se dirige al almacén, donde descubre que hay un montón de juguetes antiguos llamados Hug N' Bugs que arrasaron en el país hace 20 años. Entonces llama a su madre, que le dice que pueden ganar mucho dinero vendiéndolos. En la Última Cena, Brenda advierte a Jenny que tenga cuidado con los reflejos, ya que cuando vendió algo en Craiglist, todo el mundo vio sus «reflejos de cooter». El producto de la imaginación de Jenny Jesús sale del cuadro y Jenny le dice que va a sacar dinero de la venta de los juguetes sobrantes para pagar la factura del agua. Jesús le dice que eso es una moda, pero cuando están hablando, EYay (una parodia de Ebay) le notifica a Jenny que su juguete se ha vendido por 150 dólares.
Mientras Jenny sigue acumulando ventas en EYay de los juguetes, estos siguen regresando porque Betty sigue comprándolos de nuevo, lo que hace que vuelvan a la nada. En ese momento, les cortan el agua. Ambos van al distrito del agua para intentar venderles un juguete Hug N' Bug, cuando el empleado dice que nunca se venderán por ese precio.
Wayne y su amigo Leonard terminan de construir un edificio y le muestran a Violet que es Fort Indigo. Asombrada, entra a buscar sus cosas, ansiosa por mudarse. Mientras está fuera, un inspector de edificios le dice a Wayne que el edificio tiene que ser derribado al final de la semana porque viola muchos códigos. Va al ayuntamiento para intentar conseguir un permiso, pero el alcalde Webb se lo niega. Wayne le dice a Violet que tiene que derrumbarse y se disculpa, pero Violet le dice a Wayne que no terminó de ver todas sus imágenes y que Fort Indigo explota al final de su historia, revelando que el muñón le muestra a la niña (una caricatura de Violet) su camino a casa. Cuando Betty va a la puerta de al lado para intentar cambiar un juguete por 10 minutos de agua, Wayne le dice que le diga a la vecina que no fume cerca de los juguetes porque explotarán, lo que le da una idea a Violet.
Jenny y Betty introducen los juguetes altamente inflamables que no tenían valor para destruir Fort Indigo, pero Jenny vende un juguete en EYay en ese momento, un Colin Powell Hug N' Bug. Wayne se lanza al fuego para salvar el juguete y lo consigue. Jenny le pregunta a Betty si compró el juguete, cosa que no hizo. La familia recupera el agua y Jenny agradece a quien compró el juguete. El coleccionista, Colin Powell en persona, aparece colocando el juguete de Betty en su estantería de coleccionistas.

## Recepción

### Audiencia
En su estreno, «Hug N' Bugs» fue visto por 1,82 millones de personas y marcó un 0,7 de rating según Nielsen ratings, convirtiéndose en el cuarto programa más visto de Fox esa noche, por detrás de Los Simpsons, Family Guy y Bob's Burgers respectivamente.

### Respuesta crítica
«Hug N' Bugs» recibió en su mayoría críticas positivas. Jonathan Wilson de Ready, Set, Cut, le dio al episodio 3 de 5 estrellas, diciendo: «'Hug N' Bugs', aunque con una gran carga de preparación, fue lo suficientemente simpático y divertido como para sugerir cosas buenas para la nueva sitcom animada de Fox». Kathryn VanArendonk de Vulture declaró que «El episodio piloto es extraordinariamente prometedor, pero también es sugerente de lo que ha sido el bloque de Animation Domination, y de lo que podría ser en el futuro».

Y como un veterana de 'Saturday Night Live', Spivey ha reunido un reparto de voces que puede sacar el máximo partido a cualquier broma, especialmente a las que se acercan a lo surrealista. (Uno de los mejores y más extraños chistes del piloto es el de Jenny desahogando sus frustraciones con un Jesús alucinado, al que Kumail Nanjiani pone voz como un bicho raro). Y, francamente, aunque los chistes fueran menos agudos, rara vez hay algo que salga mal con la pareja de Wiig y Rudolph, que demuestran exactamente por qué se han convertido en actores de comedia tan omnipresentes. En sus manos, cada chiste se cuenta con todo su potencial, y su fácil química hace que la relación entre sus personajes se sienta aún más real, incluso cuando están directamente en desacuerdo. Eso es lo mejor que puede esperar una comedia familiar con su reparto, así que con un poco más de tiempo, «Bless the Harts» podría distinguirse absolutamente de sus compañeras de Fox Animation.
Caroline Framke

Una de las pocas críticas negativas para el episodio de estreno vino de Tim Goodman de The Hollywood Reporter, quien declaró que el episodio «simplemente se queda ahí durante 30 minutos, agradable pero no particularmente divertido mientras establece a la familia Hart», y recomendó a los espectadores saltarse la serie y ver King of the Hill. Sobre las opciones de saltarse el episodio, o verlo, Decider votó «¡transmítelo!», afirmando: «Nos gustaría poder hacer una recomendación más rotunda de 'Bless The Harts'. La serie tiene mucho margen de mejora, pero los guionistas y el reparto son de primera categoría, y la historia es lo suficientemente cálida como para darle una oportunidad».